# Camacan
Camacan is een gemeente in de Braziliaanse deelstaat Bahia. De gemeente telt 31.113 inwoners (schatting 2009).